# Bullöses Pemphigoid
Beim bullösen Pemphigoid (von „bullös“, das heißt „blasig“; und von altgriechisch pemphix, „Blase“, daneben auch „Hauch“, „Wind“, „Atem“, „Strahl“, „Lichtstrahl“, „Tropfen“, „Dunst“ und „Nebel“) handelt es sich um eine blasenbildende Hauterkrankung. Es treten bei dieser Erkrankung pralle, subepidermale Blasen auf, die sich auf geröteter oder normaler Haut bilden können. Bei der direkten Immunfluoreszenz lassen sich mikroskopisch Autoantikörper gegen bestimmte Strukturproteine der Basalmembran nachweisen. Die Schleimhäute sind meistens ausgespart.
Weitere Namen für diese Hauterkrankung sind Parapemphigus, Alterspemphigus, Pemphigus mit subepidermaler Blasenbildung, Dermatitis herpetiformis senilis, Erythema bullosum chronicum.

## Verbreitung
Das bullöse Pemphigoid ist mit einer Inzidenz von jährlich 0,7 bis 1,8 Neuerkrankungen pro 100.000 Einwohnern die häufigste blasenbildende Autoimmunerkrankung der Haut. Ab dem 60. Lebensjahr steigt die Inzidenz deutlich an, wobei Männer häufiger als Frauen betroffen sind. Bei den über 90-jährigen Männern liegt die Anzahl der Neuerkrankungen bei 40 pro 100.000 Einwohnern.
Diese Erkrankung tritt gehäuft mit anderen Autoimmunerkrankungen wie z. B. der Polymyositis, der Colitis ulcerosa oder der chronischen Polyarthritis (rheumatoide Arthritis) auf.

## Ursache
Ursächlich sind Autoantikörper, zum Großteil der Gruppe IgG, die gegen das Bullöse-Pemphigoid-Antigen 1 (BP 230) und das Bullöse-Pemphigoid-Antigen 2 (BP 180, auch als Kollagen XVII bezeichnet) gerichtet sind. Die Zahlen hinter den Bezeichnungen der Antigene geben die molare Masse in Kilodalton an, die 230 beziehungsweise 180 kDa beträgt.
Die Bullöse-Pemphigoid-Antigene sind Verankerungsproteine als Bestandteile der Hemidesmosomen (basaler Keratinozyten), welche die Epidermis (Oberhaut) mit der Basalmembran verbinden. Die Basalmembran wiederum ist die Verbindeschicht zwischen Epidermis (Oberhaut) und Dermis (Lederhaut). Der Antigen-Antikörper-Komplex aktiviert im Rahmen einer allergischen Reaktion vom Typ II das Komplementsystem.
Nun werden Entzündungszellen (Makrophagen und Monozyten) in diesen Bereich gelockt. Diese beginnen mit der Zerstörung der vom Immunsystem als krank markierten Bereiche. Die Entzündungszellen enthalten gewebsauflösende Enzyme (Proteasen), die die von den Autoantikörpern markierten Bullösen Pemphigoid Antigene zerstören. Damit ist ein funktionierender Zusammenhalt der an der Basalmembran liegenden Keratinozyten nicht mehr gewährleistet.
Klinisch kann es durch den Verlust an Zusammenhalt zu einer Einlagerung von Wasser in die Schicht zwischen untersten Epidermiszellen und Basalmembran mit folglicher Blasenbildung kommen. Dieses autoimmune Geschehen kann ohne ersichtlichen Grund oder aber in Zusammenhang mit einem paraneoplastischen Syndrom bei Tumoren (z. B. Prostata- oder Bronchialkarzinom), Medikamenten (z. B. Diuretika, Penicillin, ACE-Hemmer, Nichtsteroidale-Antirheumatika, lokal angewandtes Fluorouracil) oder UV-Strahlung auftreten.

## Klinisches Bild
Das Leitsymptom des bullösen Pemphigoids ist die pralle (feste) Blase. Als Prodromi der Erkrankung kann es zu Juckreiz ohne sichtbare Hautveränderung (Pruritus sine materia) kommen. Eine der Blasenbildung vorausgehende Quaddelbildung (Urtikaria) ist möglich. Die prallen Blasen sind typischerweise auf roten, flächigen Erythemen lokalisiert. Wegen des dicken Blasendaches (gesamte Epidermis) platzen die Blasen nicht leicht. Nach Platzen der Blasen entwickeln sich Erosionen, die ohne Narben- oder Milienbildung meist gut heilen. Die Erkrankung entsteht spontan und verläuft schubartig rezidivierend. Obwohl die Blasenbildung das Leitsymptom ist, so kann sie doch in Ausnahmefällen fehlen.
Mundschleimhautveränderungen treten nur in 20 bis 30 % der Fälle auf und zeigen eine geringe Heilungstendenz; die Nahrungsaufnahme ist allerdings (im Gegensatz zum Pemphigus vulgaris) wenig oder nicht beeinträchtigt. Das Nikolski-Phänomen II ist positiv, das Nikolski-Phänomen I kann in Nähe der Herde positiv sein, ist aber sonst negativ.
Das Allgemeinbefinden ist bei Abwesenheit von Komplikationen nicht beeinträchtigt. Komplikationen können Pyodermien sein, also alle durch Staphylokokken oder Streptokokken ausgelösten Hauterkrankungen. Das bullöse Pemphigoid ist vor allem an den Beugeseiten der Extremitäten, in den Achselhöhlen und in den Intertrigines lokalisiert.

## Diagnostik
Die Hauptinstrumente der Diagnostik setzen sich aus der Histologie, der direkten und indirekten Immunfluoreszenz, weiteren Blutuntersuchungen sowie einer Tumorsuche zusammen.

### Histologie
In der histologisch zu untersuchenden Probeexzision der Haut können zwei Varianten des bullösen Pemphigoids unterschieden werden: eine zellreiche Variante mit reichlich gemischtzelligem Entzündungsinfiltrat und eine zellarme Variante mit geringem bis fehlendem Entzündunginfiltrat. In beiden Varianten zeigt sich eine subepidermale Blasenbildung, das Blasendach besteht praktisch aus der gesamten Epidermis (Oberhaut). Ein diagnostisch wertvolles Zeichen ist die lineare Anordnung von Leukozyten und Kerntrümmern an der dermo-epidermalen Junktionszone.

### Direkte Immunfluoreszenz
Über fluoreszierende Anti-Antikörper wird das hauptsächlich vorhandene IgG und Komplement C3 in der dermato-epidermalen Junktionszone nachgewiesen. Bei jeweils 20 % der Patienten lassen sich auch Antikörper vom IgA- bzw. IgM-Typ nachweisen.

### Indirekte Immunfluoreszenz
80 bis 90 % der Patienten sind im Blut auf zirkulierende Autoantikörper (Pemphigoid-Antikörper) gegen Basalmembranbestandteile positiv.

### Laboruntersuchungen
Eine Erhöhung der Blutkörperchensenkungsgeschwindigkeit kann auftreten und im Blut kann sich eine periphere Eosinophilie zeigen oder es können die Immunglobuline vom IgE-Typ erhöht sein.

### Tumorsuche
Da das bullöse Pemphigoid in Zusammenhang bzw. Folge eines Tumors auftreten kann, sollte eine Tumorsuche durchgeführt werden. Diesbezüglich nützlich und orientierend sind Untersuchungen wie ein Röntgenbild des Thorax, eine Sonografie des Bauches und ein Stuhlbluttest.

## Therapie

### Lokale/externe Therapie
Die örtliche auf die Haut aufzutragende Therapie besteht aus Steroiden und lokalen Antiseptika. Als lokales Antiseptikum können 0,5–2 % Clioquinol-Creme (z. B. Linola-sept), Cadexomer-Jod (Iodosorb-Salbe) oder alternativ Ethacridinlactat-Salbe eingesetzt werden. Außerdem werden die Blasen steril eröffnet und abpunktiert.

### Interne Therapie
Grundsätzlich benötigen Patienten mit bullösem Pemphigoid, mit Ausnahme des lokalisierten bullösen Pemphigoids, interne Glukokortikoide (Mittel der ersten Wahl), z. B. Prednisolon 80–100 mg/Tag. Dies wird kombiniert mit Azathioprin in einer Dosierung von 100–150 mg/Tag.
Bei mittlerem Schweregrad liegt die Anfangsdosierung von Prednison beispielsweise bei 1,5–2,0 mg pro kg Körpergewicht pro Tag (intravenös). Das Begleittherapeutikum der ersten Wahl ist Azathioprin, welches wie das Prednison 1,5–2,0 mg pro kg Körpergewicht dosiert gegeben wird. Zusätzlich sollte vorher ein Thiopurinmethyltransferase-Mangel ausgeschlossen werden, um eine eventuelle Myelosuppression zu vermeiden und die Therapie sollte unter Magenschutz stattfinden. Bei Stabilisierung des Zustandes bleibt die Azathioprindosis bestehen und das Glukokortikoid wird langsam reduziert, ab <50 mg Prednison-Äquivalent kann dieses oral gegeben werden. Nach fünf bis sieben Monaten wird ein Auslassversuch gemacht, bei welchem erst Azathioprin abgesetzt und dann das Glukortikoid ausgeschlichen wird. Sollte es nach Abheilung zu einem späteren Rezidiv kommen, wird wie zu Beginn wieder mit Glukokortikoiden und Azathioprin behandelt.
Kommt es unter der Therapie zu keiner Besserung, so kann Azathioprin gegen Cyclophosphamid ausgetauscht werden. Ciclosporin A steht als Reservetherapeutikum bereit. Außerdem kann bei Therapieresistenz eine Stoßtherapie mit Glukokortikoiden 500–1000 mg i. v. probiert werden. Letztendlich kann die sehr teure und nur hochdosiert erfolgversprechende Therapie mit Immunglobulinen versucht werden. Auch diese Therapie wird meist mit Glukokortikoiden kombiniert.
Die in einigen Fällen beschriebene Therapieoption mit Dapson oder Tetracyclinen ist als Standardtherapieempfehlung ungeeignet.

## Forschung
Einer Studie zufolge könnte sich Doxycyclin als First-Line-Therapie eignen.